# ثقافة المعلومات

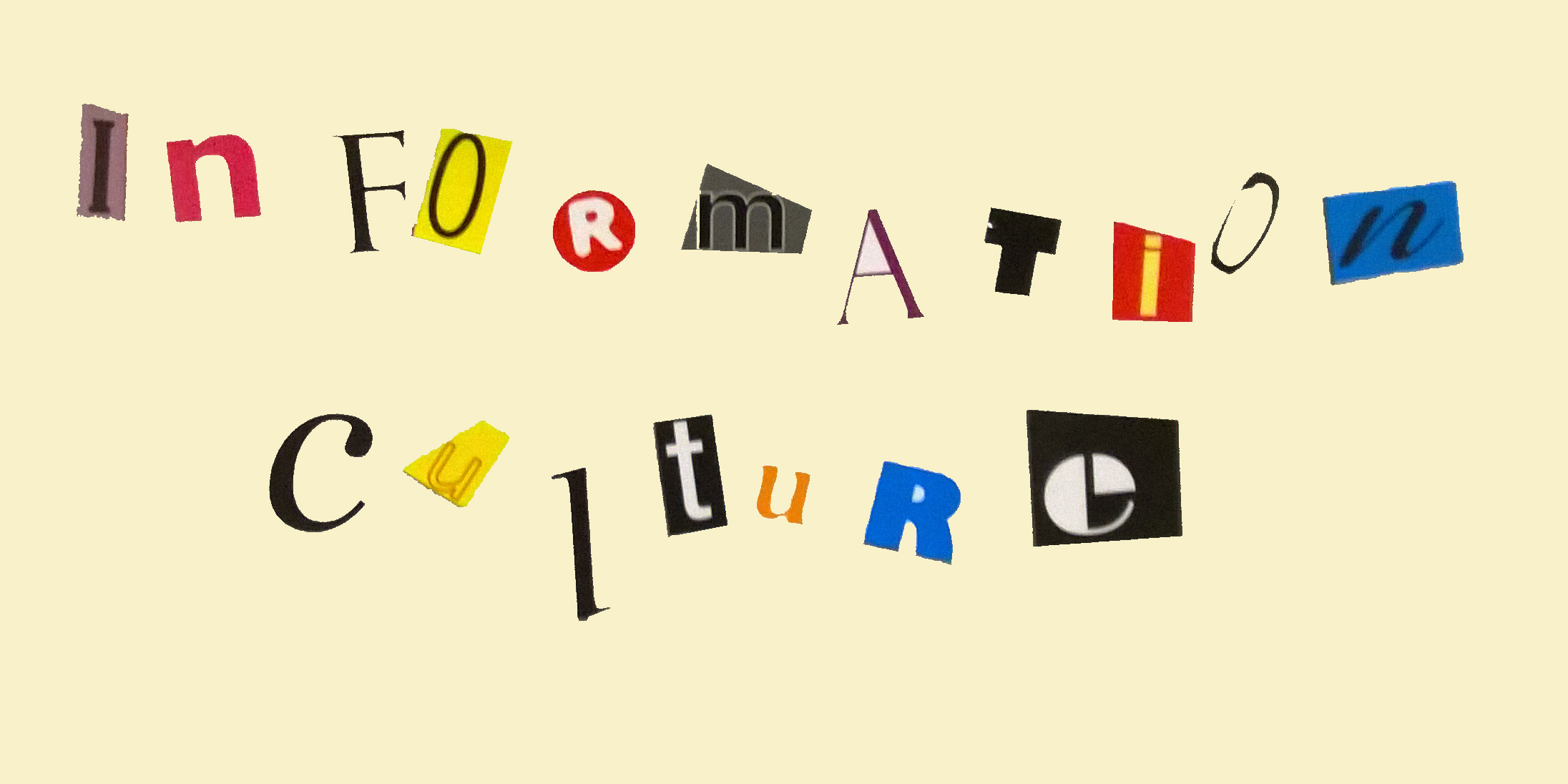

ترتبط ثقافة المعلومات ارتباطا وثيقا بتكنولوجيا المعلومات ونظم المعلومات والعالم الرقمي. أساس ثقافة المعلومات العلاقة بين الأفراد والمعلومات في عملهم. ثقافة المعلومات هي ثقافة تفضي إلى إدارة فعالة للمعلومات والتعرف على قيمة المعلومات وفائدتها في تحقيق الأهداف التشغيلية والإستراتيجية، حيث تشكل المعلومات أساس اتخاذ القرارات التنظيمية. ثقافة المعلومات هي جزء من الثقافة التنظيمية بأكملها. ولا يمكن إحراز تقدم في أنشطة إدارة المعلومات إلا من خلال فهم الثقافة التنظيمية.

## تقسيم ثقافة المعلومات
تقسم ثقافة المعلومات حسب خمسة اعتبارات:
1. الهدف الأساس لإدارة المعلومات
2. قيم والقواعد المعلومات
3. تحصيل المعلومات حسب الحاجات
4. البحث عن المعلومات
5. استخدام المعلومات